# Turan FK Türkistan
FK Turan (kazakiska: Тұран Футбол Клубы), känd under förkortningarna FK Turan eller bara Turan, är en professionell fotbollsklubb i Türkistan i Kazakstan. Klubben spelar i den kazakiska toppdivisionen Premjer Ligasy.
Klubben grundades 2002, och gick då under namnet Kostuin FK. Klubben har även hetat Ariis (Arys) och Turan (sedan 2021).

## Meriter
- Premjer Ligasy
  - Mästare (0):
  - Tvåa (0):

- Birinsji Ligasy
  - Mästare (0):
  - Tvåa (1): 2020

- Tvåa ligasy
  - Mästare (0):
  - Tvåa (1): 2019

## Ligaplaceringar
| Säsong | Nivå | Liga                      | Placering | Källa | Notering                        |
| ------ | ---- | ------------------------- | --------- | ----- | ------------------------------- |
| 2019   | 3    | Tvåa ligasy               | 2         | [ 2 ] | Uppflyttad till Birinsji Ligasy |
| 2020   | 2    | Birinsji Ligasy (1 grupp) | 2         | [ 3 ] | Uppflyttad till Premjer Ligasy  |
| 2021   | 1    | Premjer Ligasy            | 12        | [ 4 ] |                                 |
| 2022   | 1    | Premjer Ligasy            | 13        | [ 5 ] |                                 |
| 2023   | 2    | Birinsji Ligasy           | 2         | [ 6 ] |                                 |
| 2024   | 1    | Premjer Ligasy            | 12        | [ 7 ] |                                 |

## Spelartrupp
<...>

## Kända spelare
- Tanat Nuserbayev
- Samir Fazli
- Artsiom Hurenka